# Kyleakin
Kyleakin est un village sur l'île de Skye dans le Highland en Écosse.